# 富田靖子のおちゃめクラブ
サウンズ・ウィズ・コーク 富田靖子のおちゃめクラブ（とみたやすこのおちゃめクラブ）は、1987年4月11日から1989年4月8日までTBSラジオで放送されていたラジオ番組。パーソナリティは富田靖子。コカ・コーラボトラーズの一社提供番組。

## 概要
『サウンズ・ウィズ・コーク』は日本コカ・コーラが協賛し、Japan Radio Network（JRN）の地方基幹局（HBC、TBC、TBS、CBC、ABC、RCC、RKB）が主催して行った「フレッシュサウンズコンテスト（フレコン）」の協賛番組であるが、当番組より富田靖子にパーソナリティが交替してからは、富田のパーソナリティを前面に打ち出したバラエティ的な番組となった。一方ではフレコン情報も継続し、日によっては30分全編をフレコン特集として放送した回もあった。なお、この2年間はフレコンの全国大会の司会を富田が務めていた。
当番組自ら「行き当たりばったり、アバウトな番組作り」だったとしている。はがき採用者には、当番組オリジナルのテレホンカードが贈られていた。
当番組が放送されていた当時は、大多数の局が当番組のみを30分番組としてネット受けしていたが、その内茨城放送、栃木放送、RKBラジオ、長崎放送は、当番組のネットと、それぞれの局が個別に異なる内容を放送する企画ネットパートの2本立て（2部制）の構成という、1982年4月当時の『サウンズ・ウィズ・コーク』の原則の形式が残っていた。
（サウンズ・ウィズ・コーク#概要も参照。）

## TBSラジオでの放送時間
- 毎週土曜日 22:00 - 22:30 （1987年4月11日 - 1988年3月）
- 毎週土曜日 22:30 - 23:00 （1988年4月 - 1988年9月）
- 毎週土曜日 22:20 - 22:50 （1988年10月 - 1989年4月8日）※『GO!GO!サタデー』編成開始により10分繰り上げ。

## 主なコーナー・企画
おちゃめトーク
おちゃめトピックス
おちゃめのめ
- 身近な笑える話題を募集[5]。後に、一発オチの言葉の語呂合わせネタも募集するようになった[2]。

もう一人の富田とモザイク話
おちゃめクラブの歌
- リスナー作の「おちゃめクラブの歌」が、1988年3月12日の放送で初披露された[6]。

失恋白書
恐怖のオープニングルーレット
- 1988年5月から。富田がルーレットを回して指令を決め、その日の回はその指令に従って番組を進行しなければいけないという企画。

愛のプレゼントクイズ
富田靖子のトワイライト・ゾーン
恋のはしり書き
- 恋愛に関する悩みの相談を募集していた[2]。

・・・と思うでしょオジサン （1988年10月以降）
ヤダ！五段活用 （1988年10月以降）
疑惑の家族の疑惑 （1988年10月以降）
それは反則です！ （1988年10月以降）
全日本貧乏性コンテスト （1988年10月以降）
おちゃめ名作劇場
- 大映テレビのドラマのような効果音などを使って大げさに仕上げたラジオドラマをリスナーから募集して放送[2]。
他

## ゲスト
- THE ALFEE（1987年5月23日）
- C-C-B（1987年9月5日）
- 小比類巻かほる（1988年1月2日）
- カールスモーキー石井（1988年2月6日）
- デーモン小暮（1988年2月27日）
- 南野陽子（1988年6月18日）
- 藤井尚之（チェッカーズ　1988年7月30日）

## スタッフ
（）
- チーフディレクター：永田守
- ディレクター：高綱康裕、高橋啓志
- 放送作家：大村貴行、山内浩嗣、雫弘幸
- デスク：佐藤千賀
- マネージャー：福本ぢ郎

## ネット局
| 局名       | 放送曜日・時間     | 提供ボトラー（フランチャイジー）                      |
| ---------- | ------------------ | ----------------------------------------------------- |
| HBCラジオ  | 日曜 11:00 - 11:30 | 北海道コカ・コーラボトリング                          |
| 青森放送   | 土曜 23:00 - 23:30 | みちのくコカ・コーラボトリング                        |
| 秋田放送   | 日曜 9:30 - 10:00  | みちのくコカ・コーラボトリング                        |
| 岩手放送   | 土曜 23:00 - 23:30 | みちのくコカ・コーラボトリング                        |
| 山形放送   | 土曜 23:30 - 24:00 | 仙台コカ・コーラボトリング                            |
| 東北放送   | 土曜 22:30 - 23:00 | 仙台コカ・コーラボトリング                            |
| ラジオ福島 | 土曜 23:00 - 23:30 | 仙台コカ・コーラボトリング                            |
| 茨城放送   | 土曜 23:00 - 23:30 | 利根コカ・コーラボトリング                            |
| 栃木放送   | 土曜 22:30 - 23:00 | 利根コカ・コーラボトリング                            |
| 新潟放送   | 土曜 23:00 - 23:30 | 三国コカ・コーラボトリング                            |
| 信越放送   | 土曜 23:30 - 24:00 | 長野コカ・コーラボトリング                            |
| 山梨放送   | 土曜 22:00 - 22:30 | 富士コカ・コーラボトリング                            |
| 静岡放送   | 土曜 23:15 - 23:45 | 富士コカ・コーラボトリング                            |
| 北日本放送 | 土曜 23:00 - 23:30 | 北陸コカ・コーラボトリング                            |
| 北陸放送   | 土曜 23:30 - 24:00 | 北陸コカ・コーラボトリング                            |
| 福井放送   | 土曜 22:00 - 22:30 | 北陸コカ・コーラボトリング                            |
| CBCラジオ  | 土曜 23:00 - 23:30 | 中京コカ・コーラボトリング                            |
| 和歌山放送 | 土曜 22:30 - 23:00 | 三笠コカ・コーラボトリング                            |
| ABCラジオ  | 土曜 22:30 - 23:00 | 近畿コカ・コーラボトリング 三笠コカ・コーラボトリング |
| RSKラジオ  | 土曜 22:30 - 23:00 | 山陽コカ・コーラボトリング                            |
| 山陰放送   | 土曜 22:00 - 22:30 | 山陽コカ・コーラボトリング                            |
| 中国放送   | 土曜 22:30 - 23:00 | 山陽コカ・コーラボトリング                            |
| 山口放送   | 土曜 23:30 - 24:00 | 山陽コカ・コーラボトリング                            |
| 四国放送   | 土曜 23:30 - 24:00 | 四国コカ・コーラボトリング                            |
| 西日本放送 | 土曜 22:00 - 22:30 | 四国コカ・コーラボトリング                            |
| 南海放送   | 土曜 23:30 - 24:00 | 四国コカ・コーラボトリング                            |
| 高知放送   | 土曜 23:30 - 24:00 | 四国コカ・コーラボトリング                            |
| RKBラジオ  | 土曜 23:30 - 24:00 | 北九州コカ・コーラボトリング                          |
| 長崎放送   | 土曜 24:00 - 24:30 | 北九州コカ・コーラボトリング                          |
| 大分放送   | 土曜 22:30 - 23:00 | 南九州コカ・コーラボトリング                          |
| 熊本放送   | 土曜 23:30 - 24:00 | 南九州コカ・コーラボトリング                          |
| 宮崎放送   | 土曜 23:00 - 23:30 | 南九州コカ・コーラボトリング                          |
| 南日本放送 | 土曜 23:00 - 23:30 | 南九州コカ・コーラボトリング                          |
| 琉球放送   | 日曜 23:00 - 23:30 | 沖縄コカ・コーラボトリング                            |

## 書籍
- 富田靖子のおちゃめクラブ（おちゃめクラブ実行委員会 編　二期出版、ホワイトブックス　1988年2月刊）
  - 掲載内容：おちゃめクラブ宣言 ／ おちゃめクラブ会員の掟 ／ おちゃめクラブ組織図 ／ おちゃめクラブの唄 ／ 密室創造物語 恐怖の第6スタジオ
／ 番組スタッフ紹介 ／ おちゃめクラブ本番30分前 ／ 仁義なき戦い 芸名争奪合戦 ／ 靖子の夢 ／ 初恋は甘く、ほろ苦く… ／
乙女のひとり暮らし ／ お絵描き大賞 ／ 富田靖子に届いた50の公開質問状 ／ おちゃめのめ ／ ちょっぴり見せた役者根性 ／
流れ星は金とともに去りぬ… ／ ジキル博士と富田靖子 ／ ツンパ事件 ／ 再録！X'masラジオドラマ ／ 富田の食生活革命 ／ 眉毛一家の悲哀 ／
海なんて大嫌いだい！ ／ 突き指の迷信 ／ 湘子ちゃん ／ 富田靖子のイナカ ／「坂道のぼれ」／ 私は主婦失格!? ／ 雲の上に登った富田 ／
CMタイムアミューズレポート ／ 富田と京本の「別れても好きな人」 ／ 愛と盆踊りの日々 ／ 新しい読書感想文の書き方 ／
ヤッコはピンクの靴下がきらいっ ／ 玄海灘体験記 私は女神になりたい ／ 富田靖子の裏ビデオ完成 ／
おしゃべりクラブ サンプラザ中野・C-C-B・宇都宮隆（TM NETWORK）